# Рафаель Санчес Ферлосіо
Рафаель Санчес Ферлосіо (ісп. Rafael Sánchez Ferlosio; нар. 4 грудня 1927 — пом. 1 квітня 2019) — іспанський письменник. У 2004 році був відзначений за свою літературну творчість Премією Сервантеса . Був одружений з колегою-письменницею Кармен Мартін Гайте.

## Біографія
Санчес Ферлосіо народився в Римі. Його батько, Рафаель Санчес Масас, був письменником, засновником і лідером Falange. Санчес Ферлосіо отримав премію Надаля за роман «Ель-Харама», реалістичне зображення вечірки вихідного дня. Він сприяв пробудженню іспанської літератури після закінчення громадянської війни, працюючи разом з молодими письменниками, такими як Хуан Гойтісоло та Ана Марія Матуте 
Після успіху своєї першої книги він на двадцять років відмовився від літературної діяльності. Він ніколи не називав причину свого мовчання, але багато критиків припускали, що це була форма мовчазної опозиції франкістській державі.
Повернувся до написання есеїв на культурні теми. До художньої літератури повернувся в 1986 році з романом Свідчення Ярфоса (El testimonio de Yarfoz), дія якого відбувається в уявній країні.
Помер у Мадриді у віці 91 року.

## Твори
- Industrias y andanzas de Alfanhuí (1951)
- El Jarama (1955)
- Las semanas del jardín (1974)
- Mientras no cambien los dioses, nada ha cambiado (1986)
- El testimonio de Yarfoz (1986)
- Vendrán más años malos y nos harán más ciegos (1992)
- Non Olet (2002)
- El Geco (2005)
- Sobre la guerra (2007)
- God & Gun. Apuntes de polemología (2008)
- Guapo y sus isótopos (2009)
- Campo de retamas (2015)